# Sphinditeles atriventris
Sphinditeles atriventris is een keversoort uit de familie klopkevers (Anobiidae). De wetenschappelijke naam van de soort is voor het eerst geldig gepubliceerd in 1881 door Broun.